# Marco Brossa
Marco Brossa, né le 19 février 1981,, à Chieri, est un coureur cycliste italien. Durant sa carrière, il participe à des compétitions sur route et sur piste.

## Biographie
Bon sprinteur, Marco Brossa est devenu à plusieurs reprises champion d'Italie sur piste dans les années 2000. Il a également obtenu diverses médailles aux championnats du monde juniors de 1998 et 1999. 

## Palmarès sur piste

### Coupe du monde
- 2001
  - 3e de la vitesse par équipes à Pordenone

### Championnats du monde juniors
- La Havane 1998
  -  Médaillé de bronze de la vitesse par équipes
- Athènes 1999
  -  Médaillé d'argent du kilomètre
  -  Médaillé d'argent de la vitesse par équipes

### Championnats d'Italie
- 2005
  -  Champion d'Italie de vitesse par équipes (avec Roberto Chiappa et Morgan Tamiazzo)
  - 2e du kilomètre
  - 3e du keirin
  - 3e de la vitesse
- 2006
  -  Champion d'Italie du kilomètre
  -  Champion d'Italie de vitesse par équipes (avec Roberto Chiappa et Saveriano Sangion)
  - 2e de la vitesse
- 2007
  -  Champion d'Italie du kilomètre
  -  Champion d'Italie de vitesse par équipes (avec Roberto Chiappa et Ivan Quaranta)
  - 2e du keirin
  - 2e de la vitesse

## Palmarès sur route
- 2007
  - 2e de la Coppa Caduti Nervianesi